# Dole Air Race
Das Dole Air Race (auch bekannt als Dole Derby) war ein Wettbewerb für Piloten, der im August 1927 stattfand. Die Prämie von 25.000 US-Dollar war für den ersten Nonstopflug von Kalifornien nach Hawaii ausgesetzt worden. Zunächst bewarben sich 33 Piloten um die Teilnahme, 14 Piloten wurden zugelassen. Bereits vor Beginn des Wettbewerbs gab es drei Tote, weitere sieben Opfer waren in der Folge zu beklagen. Nur zwei Teams erreichten wohlbehalten Hawaii.

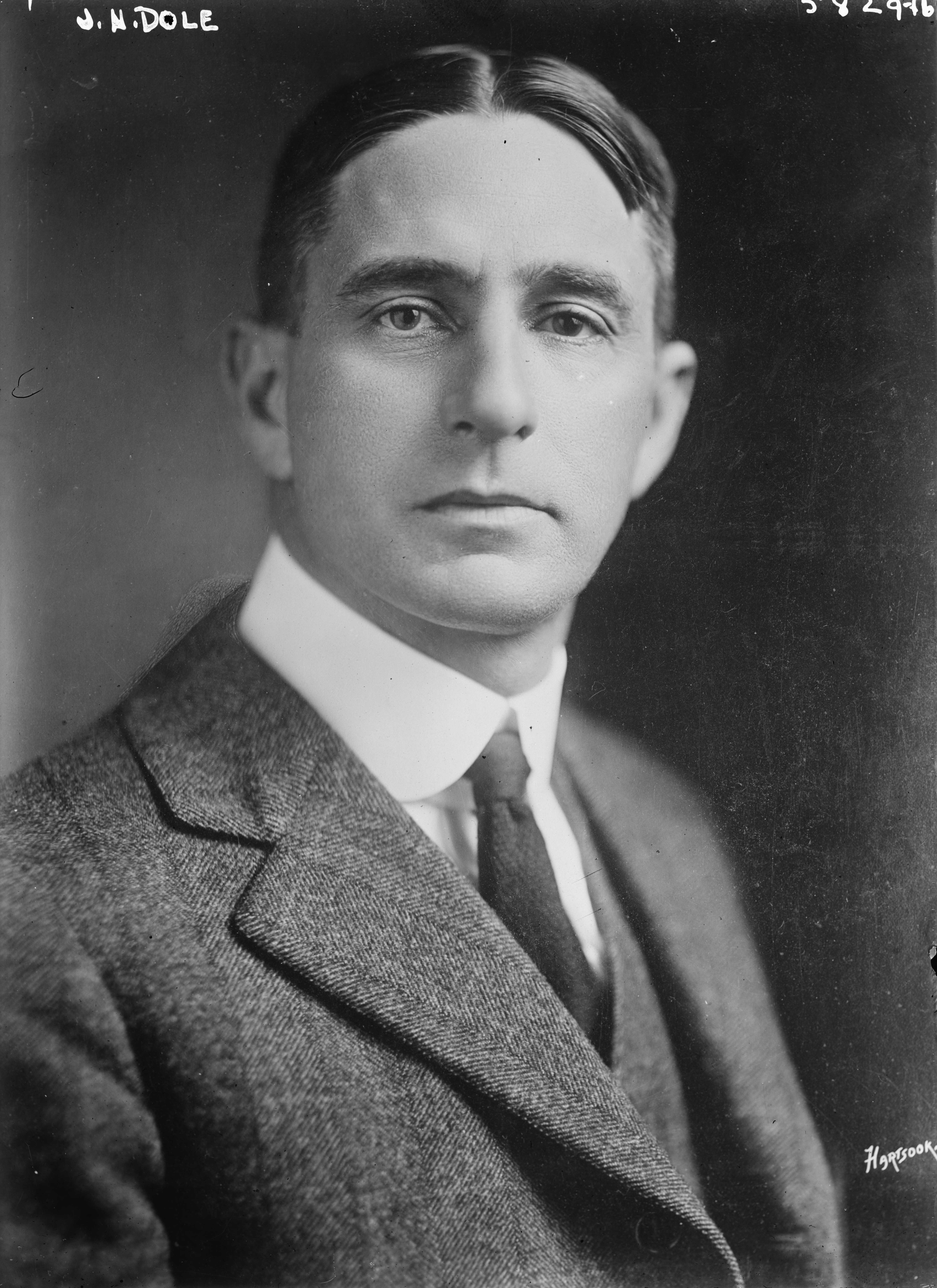
James D. Dole

## Geschichte
Inspiriert von der ersten erfolgreichen Alleinüberquerung des Atlantik durch Charles Lindbergh setzte der Ananas-Magnat James Dole im Jahr 1927 einen Preis für den ersten Nonstop-Flug von Oakland nach Honolulu auf Hawaii aus. Die zu bewältigende Flugstrecke betrug 3.870 Kilometer. Da das Ziel auf einer Insel lag, war die exakte Navigation von großer Bedeutung. Für den Sieger wurden 25.000 US-Dollar (heute inflationsbereinigt etwa $390.000) ausgelobt, für den zweiten Platz gab es immerhin noch 10.000 US-Dollar.
Ein Flug über diese Strecke hatte bereits zweimal stattgefunden. Am 28. Juni 1927 bewältigte eine dreimotorige Atlantic-Fokker C-2 der US-Luftwaffe mit der Besatzung Lester J. Maitland und Albert F. Hegenberger die Strecke von Oakland nach Oahu in knapp 26 Stunden. Ein zweiter Versuch durch Ernie Smith und Emory Bronte endete mit einer Bruchlandung auf Molokai. Dole disqualifizierte beide Teams, weil die Landungen nicht in Honolulu stattgefunden hatten.
Von 33 eingegangenen Bewerbungen wurden schließlich 14 Teams zugelassen. Bereits vor Beginn des Wettbewerbs gab es drei Todesopfer bei der Anreise nach Oakland. Manche Maschine erreichte den Startpunkt wegen technischer Defekte nicht. Letztendlich bestand die Teilnehmerliste zu Beginn des Wettbewerbs am 16. August 1927 aus acht Flugzeugen.

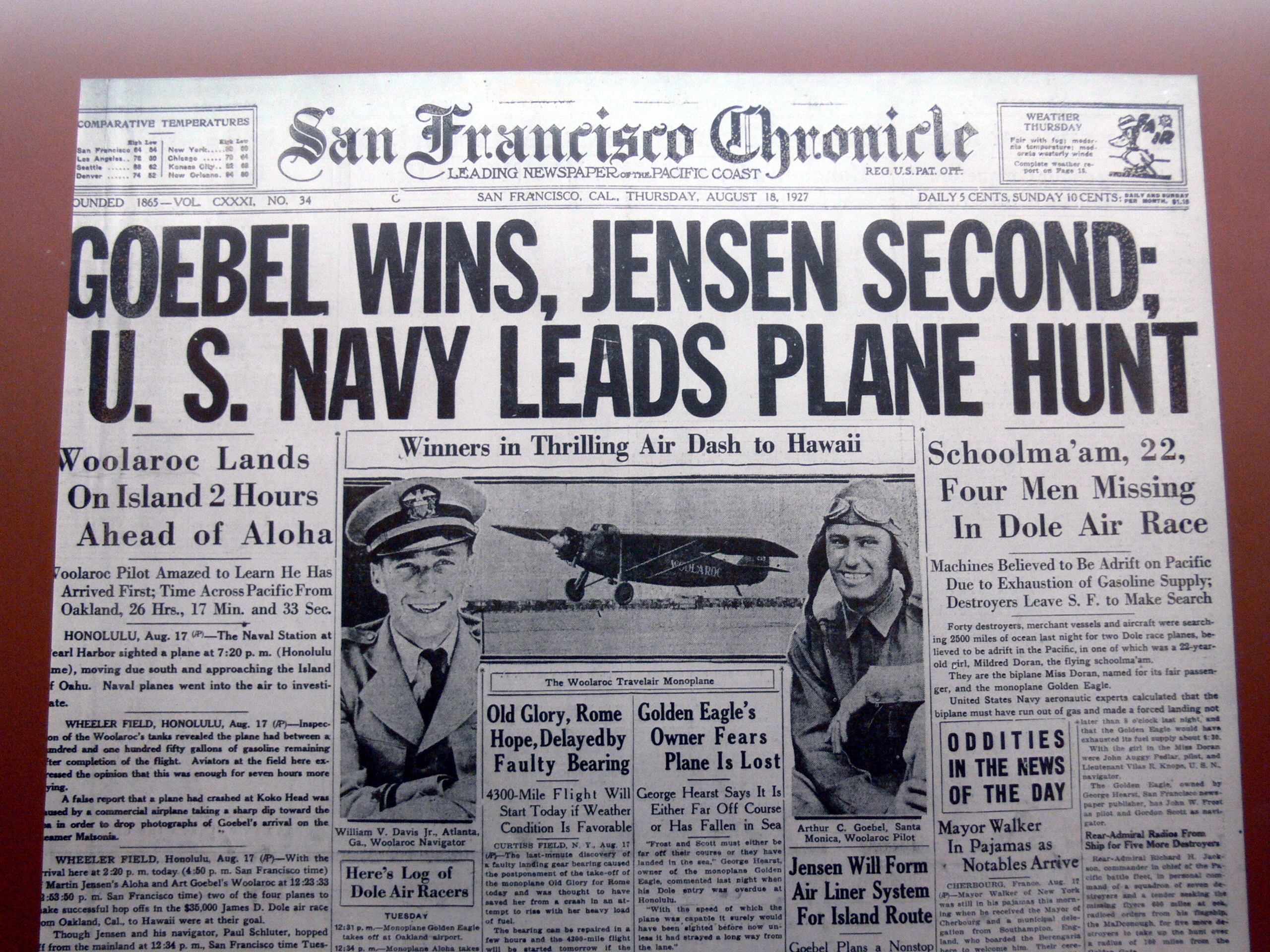
Titelseite des San Francisco Chronicle vom 18. August 1927

### Teilnehmer
- Pabco Flyer, ein Breese-Wilde-5-Eindecker, Pilot und Navigator Livingston Gilson Irving
- Woolaroc, ein modifizierter Travel-Air-5000-Eindecker, Pilot Arthur C. Goebel, Navigator William V. Davis Jr.
- Oklahoma, eine modifizierte Travel Air 5000, Pilot Bennett Griffin, Navigator Al Henley
- Aloha, eine Breese-Wilde 5, Pilot Martin Jensen, Navigator Paul Schluter
- El Encanto, ein Goddard-Special-Eindecker, Piloten Norman A. Goddard und Kenneth C. Hawkins
- Golden Eagle, eine Lockheed Vega 1, Pilot Jack Frost, Navigator Gordon Scott
- Miss Doran, ein Buhl CA-5 Air Sedan, Pilot Auggy Pedlar, Navigator Vilas R. Knope, Passagier Mildred Doran
- Dallas Spirit, ein Swallow-Eindecker, Pilot William Portwood Erwin, Navigator Alvin Eichwaldt

### Verlauf
Geschätzte 75.000 bis 100.000 Zuschauer beobachteten den Start der Konkurrenten. Die als erste abhebende Oklahoma musste den Flug frühzeitig wegen eines überhitzten Motors abbrechen. Zwei weitere Wettbewerber (El Encanto und Pabco Flyer) scheiterten beim Start. Golden Eagle und Miss Doran gelang letztendlich der Start. Die Dallas Spirit musste mit einem Riss im Rumpf nach Oakland zurückkehren. Aloha und Woolaroc hoben ohne Zwischenfälle ab.
Die Woolaroc flog auf einer Höhe zwischen 4000 und 6000 Fuß. Der Navigator Davis verwendete Sextanten und Rauchbomben, um Kurs und Abdrift zu berechnen. Goebel und Davis erreichten nach 26 Stunden und 17 Minuten das Ziel und gewannen den ersten Preis. Die Aloha benötigte 28 Stunden und 16 Minuten. Jensen und Schluter erhielten den zweiten Preis.
Golden Eagle und Miss Doran bleiben bis heute vermisst.

## Museale Rezeption
Das Flugzeug des Siegers, die Woolaroc, kann heute im Woolaroc Museum and Wildlife Preserve in Bartlesville, Oklahoma besichtigt werden.